# 白石镇 (云龙县)
白石镇，是中华人民共和国云南省大理白族自治州云龙县下辖的一个乡镇级行政单位。

## 行政区划
白石镇下辖以下地区：
中和村、云头村、云顶村、顺荡村、松水村、白石村和双龙村。